# 胡延森
胡延森（1939年12月—），男，山东青岛人，中华人民共和国政治人物，曾任青岛大学党委书记，青岛市人民政府副市长，青岛市政协主席，第九届全国政协委员。